# Ro-Ro

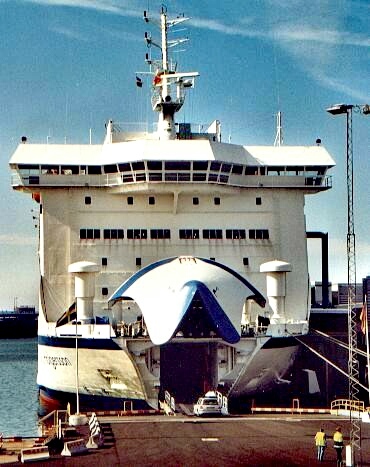
Buque de carga rodante, (Ro-Ro), con la puerta abierta.

Ro-Ro (acrónimo del término inglés roll on-roll off) o transbordo rodado es un procedimiento  en el que una carga es conducida a un barco, un vagón de ferrocarril, un avión, un camión, etc., por sus propios medios o mediante equipos de carga horizontal. Los buques, ferrocarriles, aviones o camiones Ro-Ro a menudo tienen rampas o sistemas de carga incorporadas al medio de transporte, o fijas en tierra, que permiten descargar el cargamento (roll off) y cargarlo (roll on). 
En contraste, los procedimientos verticales Lo-Lo (del inglés lift on-lift off) necesitan una grúa para cargar y descargar el cargamento.
Cuando un buque, además de carga transporta pasajeros, se describe con el acrómimo técnico RO-PAX, aunque, coloquialmente, a los buques de pasaje de transbordo rodado se los conoce como ferries.
A los buques que transportan únicamente automóviles se los suele denominar Car Carriers. El más grande en servicio en la actualidad es el MV Mignon, que pertenece y es operado por Wallenius Wilhelmsen Lines de Suecia, puede transportar cerca de 7200 coches. Actualmente está en servicio el Tonsberg, buque de la serie Mark V, con una capacidad de 8000 CEU (unidades equivalentes de automóvil), que ha sido construido en Japón y ha hecho su viaje inaugural hasta el puerto de Tacoma, en EE UU.
Crowley opera el barco Ro-Ro más grande del mundo entre Estados Unidos y Puerto Rico, que lleva camiones, contenedores, coches usados y nuevos, y mercancías en tres plantas. Estos barcos son arrastrados por remolcadores y navegan cuatro veces a la semana desde Jacksonville (Florida) a San Juan (Puerto Rico).

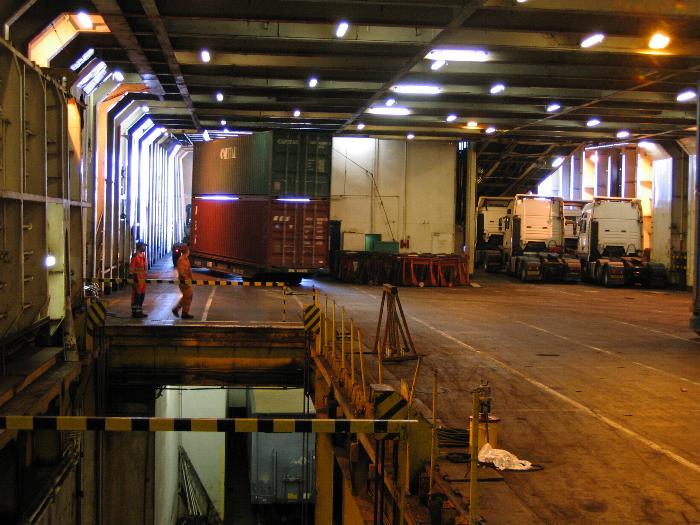
Interior de un barco Ro-Ro

Este tipo de embarcaciones opera en varios países, como en el caso de Argentina y Uruguay, donde se usan para el cruce del Río de la Plata, así como en Venezuela, donde operan a través de Conferry entre la Isla de Margarita y las ciudades de Puerto La Cruz y Cumaná.

## Buques de pasaje de transbordo rodado
Un buque de pasaje de transbordo rodado es un buque que transporta más de 12 pasajeros y que cuenta con espacios de carga de transporte rodado o bien espacios de categoría especial según la definición dada por la regla II-2/3 del Convenio SOLAS, en su versión enmendada: un buque que transporta más de 12 pasajeros y que cuenta con espacios de carga de transporte rodado o bien espacios de categoría especial según la definición dada por la regla II-2/3 del Convenio SOLAS, en su versión enmendada. 

## Riesgos

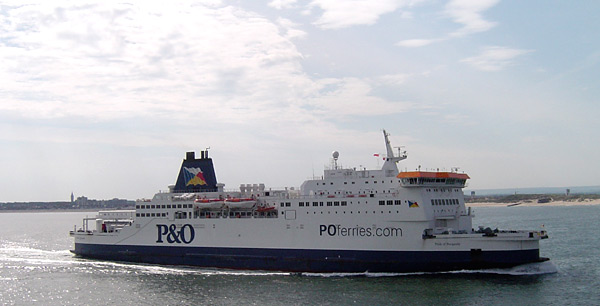
The Pride of Burgundy (Orgullo de Borgoña), un ferry de pasajeros y 600 coches de la compañía P&O Ferries. Foto tomada en la ruta Dover-Calais en el Canal de la Mancha.

Los ferries Ro-Ro dedicados al transporte de coches tienen la reputación de estar diseñados arriesgadamente, ya que las grandes puertas externas están cercanas a la línea de agua con una cubierta para los vehículos de gran tamaño, sin mamparos estancos que sean capaces de evitar grandes desplazamientos de flujos de agua en el interior. Si entra agua en la cubierta de los vehículos, el buque puede comenzar a desestabilizarse y finalmente hundirse. Las nuevas normas aparecidas, consecuencia de accidentes ocurridos en las décadas de los 80 y 90, han introducido modificaciones en el diseño de sus espacios de carga aumentando su seguridad.

## Variantes de buques Ro-Ro

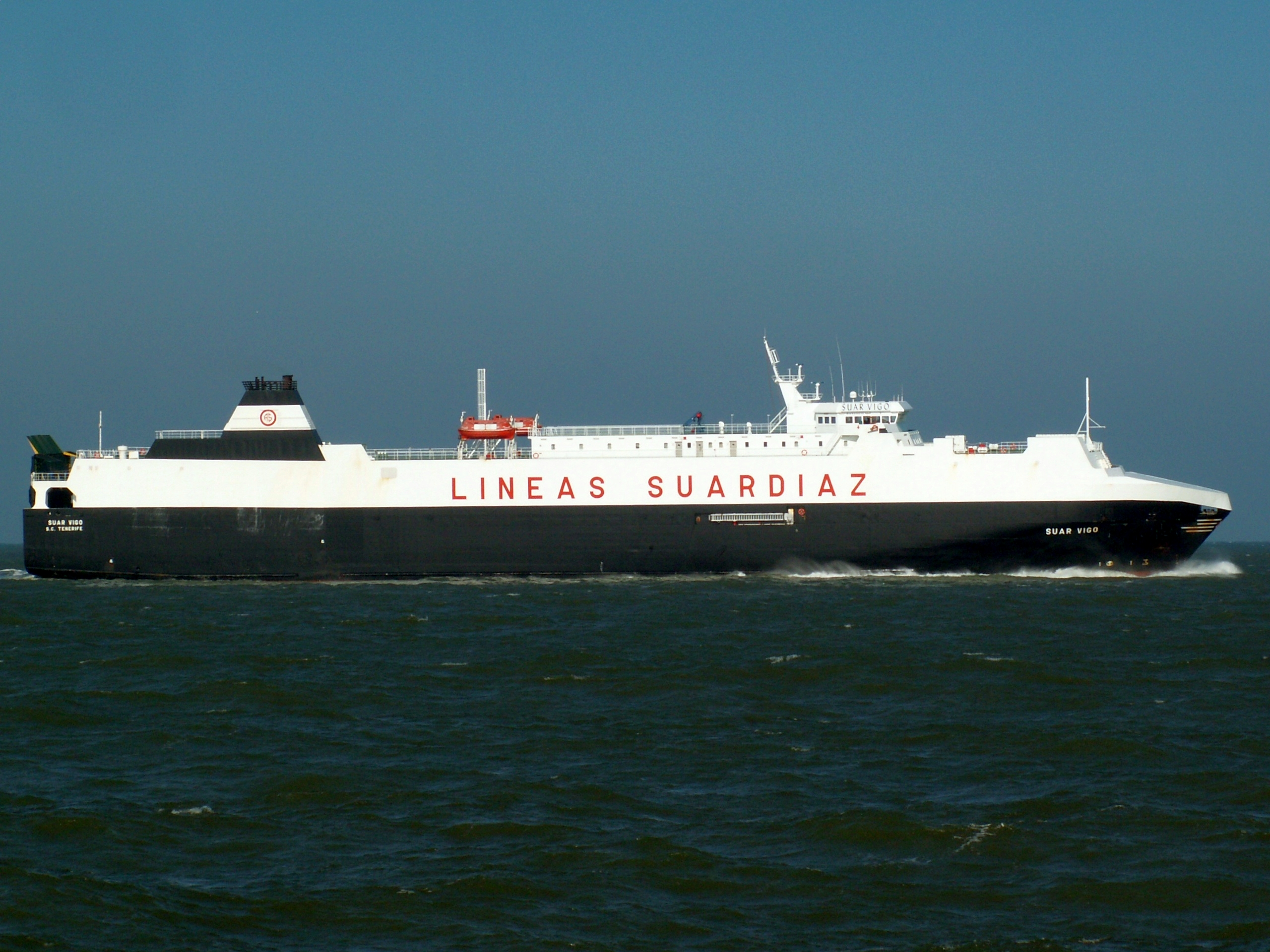
Ro-Ro Suar Vigo, construido por el Astillero Hijos de J. Barreras.

- El acrónimo RO-PAX se utiliza para referirse a un buque Ro-Ro con capacidad para transportar más de doce pasajeros.
- El buque tipo CON-RO es un híbrido de Ro-Ro y buque portacontenedores. Este tipo de buque tiene generalmente una cubierta inferior dedicada al almacenamiento de vehículos mientras en su cubierta superior y exterior tiene capacidad de apilar contenedores.

## Transporte marítimo
En cuanto a cláusula de transporte por agua, para vehículos automotores, este término Ro-Ro hace específica mención a la forma en que deben manipularse para la carga y descarga. Esta modalidad de ingreso y egreso del interior del medio transportador no sólo agiliza las operaciones sino que minimiza las averías por estiba y desestiba.
Por estas razones se la incluye en los contratos de fletamento para vehículos.